# Hermina Maria Dijk
Hermina Maria Dijk   (Amsterdam, 26 de juny de 1821 - Amsterdam, 16 de juliol de 1892) va ser una compositora i pianista neerlandesa.
Hermina Maria Dijk era filla del comerciant d'herbes medicinals Barend Dijk i Unica Wilhelmina Maria Cock. Hermina també va ser directora del departament de música de la Societat Felix Meritis durant un temps. El 1852 es va casar amb Jacob Amersfoordt, que més tard esdevingué alcalde de Haarlemmermeer; la parella no va tenir fills. Va ser enterrada amb el seu marit durant un temps a Sloten (Holanda del Nord), l'any 1952 va ser enterrada de nou a Hoofddorp.
Va rebre la seva educació musical de Jan George Bertelman (piano i composició) i Antoine-Elie Elwart a París. Altres professors van ser Johannes Bernardus van Bree i Charles Philippe Lafont. Durant la seva formació ja va tocar en concerts a l'Associació Felix Meritis. El seu primer concert conegut data del 19 de març de 1830. L'any 1831, de jove, va tocar en un concert al qual va assistir el rei Guillem I dels Països Baixos. Més tard Guillem II dels Països Baixos també la veuria i la sentiria. Fins al 1850 es va poder escoltar i veure regularment, acompanyada o no per algun dels seus mestres. A partir de finals dels anys trenta la vida es va fer més tranquila al voltant de Dijk, ja que va tenir cura de la seva mare malalta.
La seva carrera musical va passar a un segon pla després del seu matrimoni i va marxar a la granja model "De Badhoeve". Juntament amb el seu marit, va participar activament en la recuperació del nou pòlder i va treballar en el negoci agrícola del seu marit. Durant l'epidèmia de còlera, a Haarlemmermeer va donar atenció a la malaltia a "De Badhoeve". L'èxit de la Haarlemmermeer va arribar a l'estranger i una sèrie de convidats internacionals van passar per la casa d'Amersfoordt-Dijk per estudiar. La va visitar Ulysses S. Grant, però també, per exemple, Pere II del Brasil i la seva dona (1877). També va venir la reina Sofia de Württemberg. No va dubtar a posar-se al piano durant un temps. Després de la mort del seu marit el 1885, va gestionar la granja durant un temps, i després la va vendre i va marxar cap a Amsterdam
Al segle xix va ser una de les poques compositores femenines que va construir una extensa obra, però, no obstant això, va ser vista com "la diletant més dotada".

## Diverses composicions d'Hermina Dijk
- Floris de Vijfde, opera
- Andante grazioso, inclòs en un Album amicorum per Geertruida Bosboom-Toussaint
- Mon Normandie (perdut)
- Salm 22 per a quatre veus i piano
- Sonata per a piano
- Opus 7 per a violí i piano
- Le souvenir per a mezzosoprano i piano (1852)
- Das Fischermädchen
- El nen malalt
- Liebesgruss
- Obertura a. 19
- Obertura del concert núm. 2
- Cantata Floris V sobre un text de Joseph Alberdingk Thijm, escrit per al seu casament
- Gottes Allgegenwart op. 40 per a quatre solistes, cor mixt i orquestra, Strophen aus dem Gedichten von Cramer, Gleim und others (1871), es va tocar durant un concert anomenat Vincentius (de la caritat)
- Anbetung per a cor, solistes i orquestra (1868); himne de Joh. André. Cramer, representat a Arnhem, entre d'altres
- Willem Bardes, música incidental (1858)
- un minuet per a Louise Westerman-Heinze (esposa del director d'orquestra Gustaaf Adolf Heinze)
- Sterbeklänge (1858)